# Rudolf Kurz (Bildhauer)
Rudolf Kurz (* 12. August 1952 in Ellwangen (Jagst)) ist ein zeitgenössischer deutscher Bildhauer christlicher Kunst.

## Leben und Wirken
Kurz studierte von 1980 bis 1984 an der Staatlichen Akademie der Bildenden Künste Stuttgart bei Karl-Henning Seemann, Herbert Baumann und Herwig Schubert mit dem Abschluss „Akademischer Bildhauer“. Seit 1984 ist er als freischaffender Künstler tätig.
Seine Werke wurden in zahlreichen Einzelausstellungen gezeigt. Außerdem schuf er Werke im öffentlichen Raum. Hier wirkte er besonders an der Gestaltung von Kirchen und Kapellen, insbesondere von Chorräumen, Altarräumen und Kreuzwegen mit. Zu seinen Werken zählen des Weiteren Friedhofs- und Krankenhauskapellen. Er schuf neben Skulpturen und Steinreliefs auch  Arbeiten in Bronze wie Türen, Kreuze und Reliefs.
Unter seinen Werken im öffentlichen Raum finden sich ebenfalls Brunnen im Stadtgarten Aalen sowie Brunnen u. a. in Baden-Baden, Crailsheim, Neuler und Abtsgmünd.
Kurz wurde 2015 mit dem Bundesverdienstkreuz am Bande ausgezeichnet.
Kurz ist verheiratet und hat zwei Kinder. Er lebt  in Stimpfach und arbeitet in seinem Atelier im Spitalhof in Ellwangen.

## Einzelausstellungen (Auswahl)
- 1990: Landratsamt, Aalen
- 1990: Landratsamt Schwäbisch Hall; mit Adelheid Siemers (Malerin)
- 1992: Rathaus, Künzelsau
- 1992: Deutsche Botschaft Wien; mit Anja Verbeek (Malerin) München und Eva Warnke (Malerin) Palermo
- 1992: Stadtschloss Lichtenfels
- 1993: Palais Adelmann, Kunstverein Ellwangen
- 1993: Kultursommer, Pfaffenhofen an der Ilm
- 1993: Museum Schloss Ettlingen
- 1996: Rathausgalerie Landshut
- 1999: Basilika St. Vitus, Ellwangen; mit Peter Guth
- 2000: Skulpturen und Bilder, Rathausplatz und Rathausfoyer Abtsgmünd
- 2001: Kirchenträume via artis et ecdesiae, Wissembourg, Frankreich
- 2002: Ecce Homo, Kirche des Collegium Germanicum et Hungaricum de Urbe, Rom Meditation zur Passion mit Karl-Josef Kuschel, Tübingen und Josef Ott, Ellwangen
- 2003: Bonifatiushaus Fulda, So viel dazu mit Sieger Köder und Helmut Schuster
- 2006: Kultursommer Feuchtwangen
- 2008: Galerie Font Saint Eynard mit dem Maler Hannes Münz, Grenoble
- 2008: Hochschule für Musik und darstellende Kunst Stuttgart
- 2009: Stadtmuseum Crailsheim, Crailsheimer Kunstfreunde
- 2010: Bildhausersymposium Kunst bewegt, mit Karl-Heinrich Lumpp und Rolf Kurz, Neckarsulm
- 2011: Bildhauerarbeiten, Hällisch-Fränkisches-Museum, Schwäbisch Hall
- 2012: Boöderweötem, Skulpturen, Schloss ob Ellwangen
- 2012: Schloss Deufringen, mit der Malerin Veronica Solzin
- 2013: Die Gottessuche endet nie, Christliche Themen im Werk von Rudolf Kurz, Diözesanmuseum Rottenburg
- 2013: Vergangenheit ist ein Prolog, antiker und moderner Torso im Limesmuseum Aalen
- 2014: Aufbrechen, Stift Wilten, Innsbruck, Diözesanjubiläum 50 Jahre Diözese Innsbruck
- 2019: Bildwerke, Malerei und Bildhauerarbeiten, Rathaus Neresheim

## Werke im öffentlichen Raum (Auswahl)

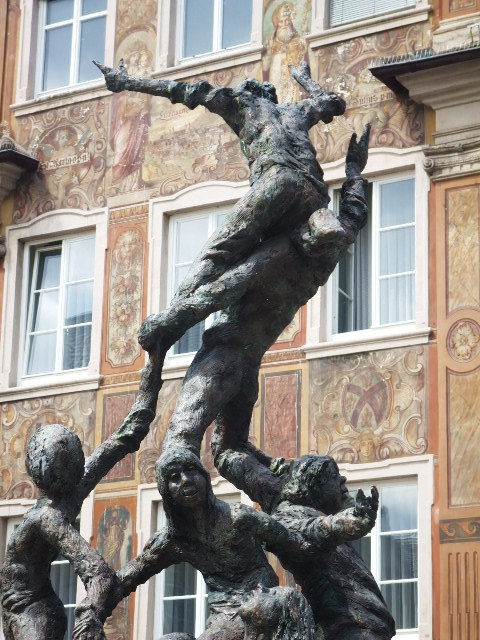
Ellwangen (Jagst), Brunnen am Fuchseck

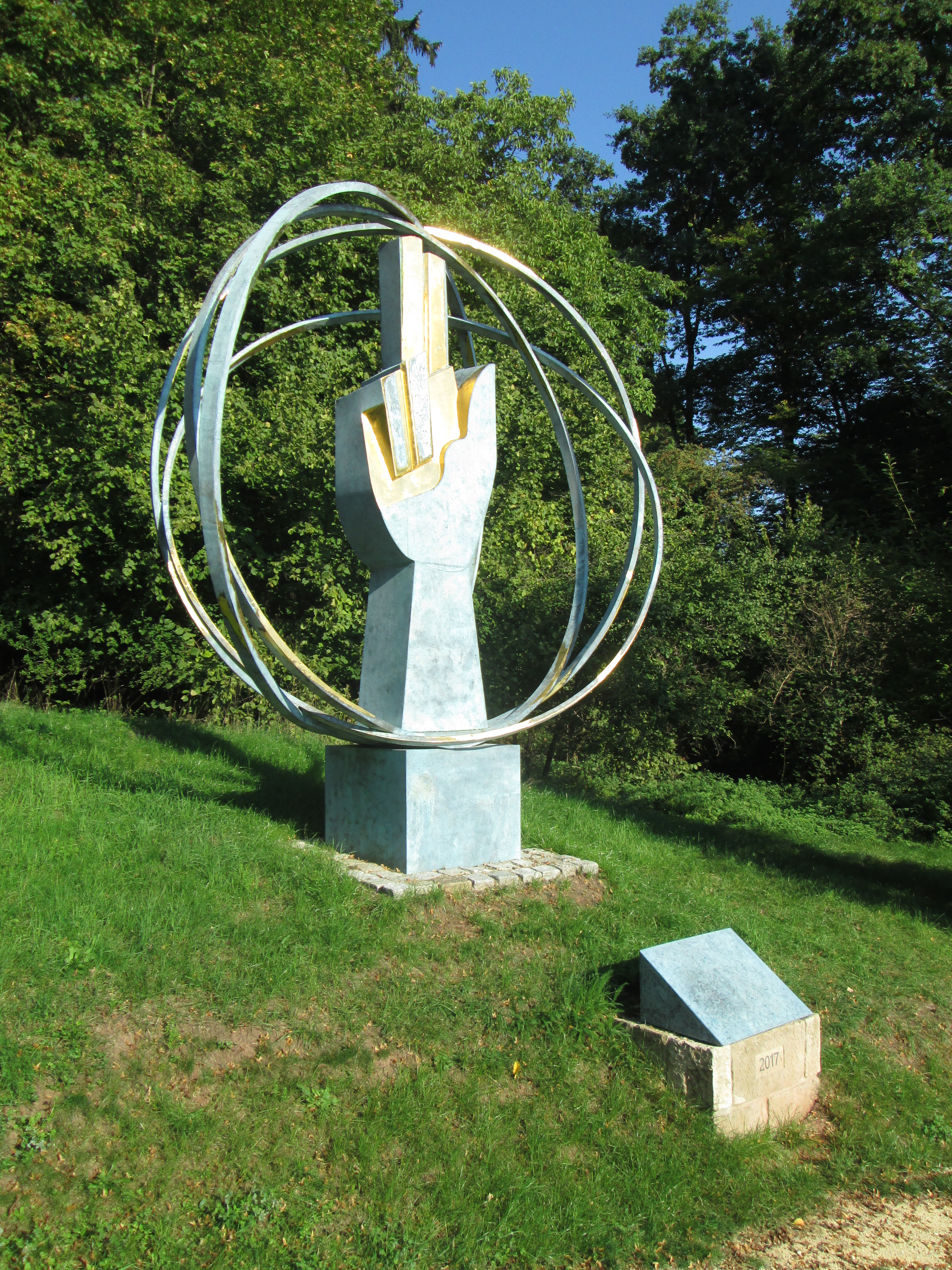
Salvator Segenshand, Schwäbisch Gmünd

- Holzrelief, Samariterstift Aalen, 1988
- Ehrenmal, Rosenberg, 1988
- Gedenkstätte für Euthanasieopfer, Samariterstiftung, Grafeneck, 1990
- Bronzefigur „Pater Philipp Jeningen“, Kirchplatz, Neuler, 1991
- „Häberle und Pfleiderer“, L-Bank, Stuttgart, 1994
- Chorraumgestaltung, Deutschordensmünster Heilbronn, in Zusammenarbeit mit Peter Scherer, 1995
- Über 3 m hohe Skulptur aus Marmor und Edelstahl, Stadtwerke Aalen, 1998
- Bronzeplastik Saulgauer Treppe – Musik, Tanz, Theater, Marktplatz Bad Saulgau, 2000
- Hauskapelle Kardinal Walter Kasper, Rom
- Bronzeplastik „Anton Hegele“, Anton-Hegele-Platz, Neresheim, 2003
- Altarraumgestaltung in der Kollegskirche des Pontificium Collegium Germanicum et Hungaricum, Rom, 2003
- Bronzeguss „Papst Benedikt XVI.“, Benediktinerabtei Scheyern, 2006
- Bildtafeln / Kreuzgestaltung, Landesgartenschau Heidenheim, 2006
- Porträt von Bischof Georg Moser, Rathaus Rottenburg am Neckar, 2013
- Skulptur am Rathausplatz in Wört, 2015
- Stelen zum Reformationsweg, Lutherdekade, Crailsheim
- Stele „Johann Baptist Hirscher“, Rottenburg am Neckar, 2015
- „Sphaera“, St. Salvator, Schwäbisch Gmünd, 2017

## Bibliographie (Auswahl)
- Josef Anselm Adelmann von Adelmannsfelden: Rudolf Kurz „Bilder in Stein“, „Heilige Kunst“, Schwabenverlag, 1986
- Rudolf Kurz, Katalog mit Texten von Walter Kasper, Friedrich Jacobs, Sieger Köder, Ludwig Ullmann, 1988
- Heinz Georg Tiefenbacher, Wolfgang Urban, Egon Reiner: Raum schaffen für Gott, Süddeutsche Verlagsgesellschaft Ulm
- Helmut Herbst: Rudolf Kurz, Kunstverein Ellwangen; Stadt Pfaffenhofen/Ilm, Hugo Matthaes Verlag Stuttgart
- Hermann Baumhauer: Kunstszene Ostwürttemberg, Konrad Theis Verlag, Stuttgart
- Daniela Meier: Die Zeichnung, eine autonome Kustgattung im Werk von Rudolf Kurz
- Wolfgang Urban: Die Plastik von Rudolf Kurz
- Karl-Josef Kuschel: Ecce Homo, der Gekreuzigte in Gegenwartsliteratur und Gegenwartskunst, in Rudolf Kurz, Edition Stuttgart, Hugo Matthaes Verlag, Stuttgart
- Theo Kurtenbach: Heilige Kunst, Schwabenverlag, 1994
- Josef Anselm Adelmann von Adelmannsfelden, Petra Herz: Heilige Kunst, Schwabenverlag, 1995
- Eugen Hafner: Incontro Bewegung, Schwabenverlag, 1996
- Walter Ehrmann, Jo Krummacher: KunstRaum Stadt, 1996
- Friedrich Jacobs: Denkmalpflege und Moderne Kunst, Das Münster, Heft 3/1998, 51. Jahrgang, 1998
- Lebensspuren, Torsi und Texte: Rudolf Kurz und Karl Josef Kuschel, Schwabenverlag, 2002
- Rudolf Kurz: Malerei und Bildhauerarbeiten, Swiridoff Verlag, 2002
- So viel dazu Rudolf Kurz, Sieger Köder und Helmut Schuster – Süddeutsche Verlagsgesellschaft Ulm, 2004
- Bildwelten & Skulpturen, Stadt Ellwangen und Kunstverein Ellwangen, 2012
- Die Gottessuche endet nie, Broschüre zur Sonderausstellung des Diözesanmuseums Rottenburg am Neckar, 2013
- Marinela Seitz: Moderne Kunst in Crailsheim, Baier Verlag, 2015
- Karl Josef Kuschel: Der Crailsheimer Reformationsweg, Schwabenverlag, Jan Thorbecke Verlag, 2017